# پیر لیتبارسکی
پیر لیتبارسکی (به آلمانی: Pierre Littbarski) بازیکن فوتبال و هافبک اهل آلمان است که از سال ۱۹۸۱ میلادی عضو تیم ملی فوتبال آلمان بوده‌است. وی در ۷۳ بازی ملی حضور داشته‌است و آخرین بازی ملی خود را در سال ۱۹۹۰ میلادی انجام داد. پیر لیتبارسکی در بازی‌های ملی‌اش ۱۸ گل به ثمر رساند.
او به عنوان یکی از تکنیکی ترین بازیکنان دهه ۸۰ شناخته می‌شود که نقش موثری در قهرمانی آلمان در جام جهانی ۱۹۹۰ایفاکرد. وی در سال ۱۳۸۷ و به دنبال انتخاب علی دایی بعنوان سرمربی تیم ملی، جانشین وی بعنوان سرمربی تیم سایپا شد. ولی فقط ۶ ماه در فوتبال ایران دوام آورد و جای خود را به مایلی کهن داد.